# Pingasa undascripta
Pingasa undascripta är en fjärilsart som beskrevs av T.P. Lucas 1900. Pingasa undascripta ingår i släktet Pingasa och familjen mätare. Inga underarter finns listade i Catalogue of Life.